# Krommyónská svině

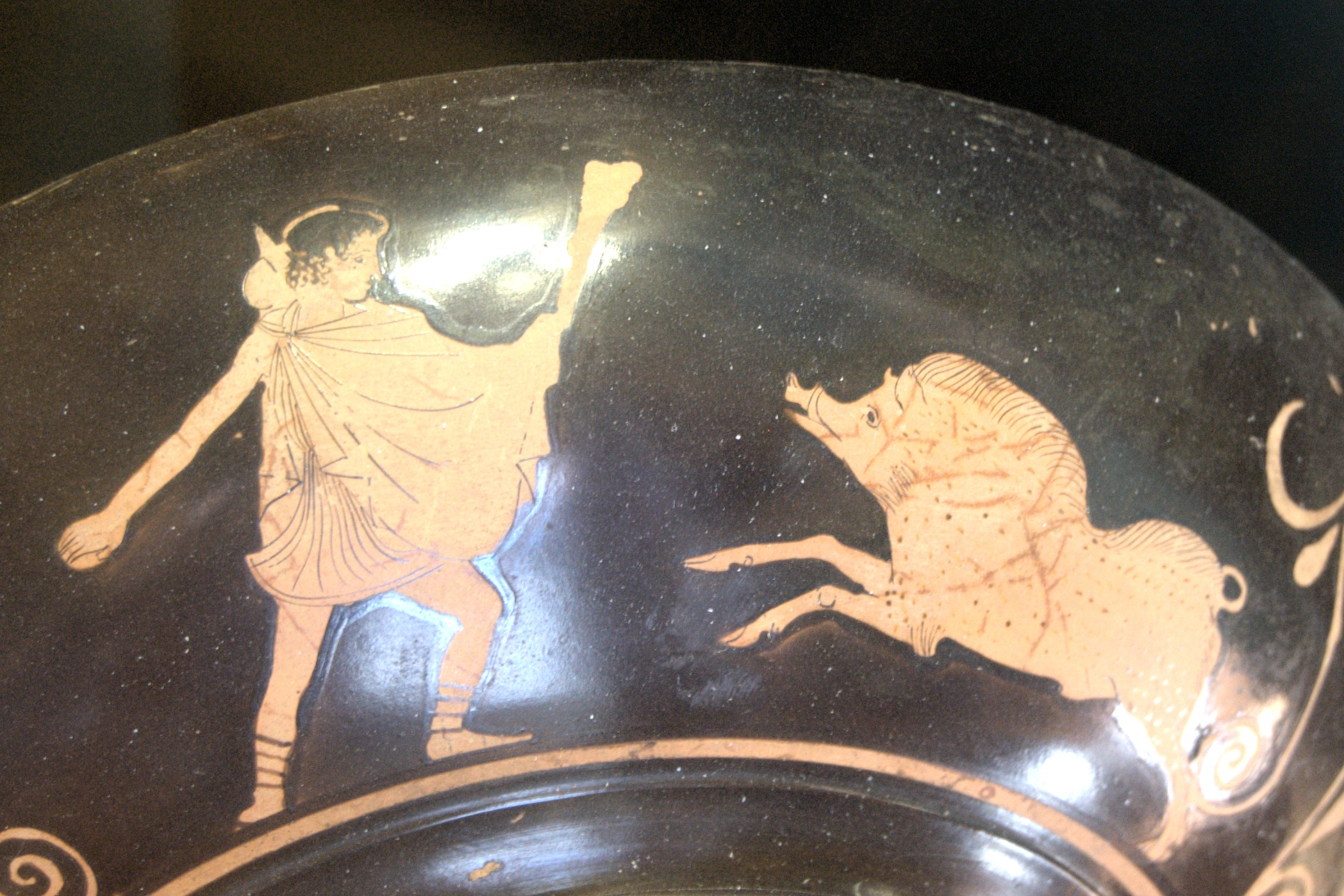
Theseus bojuje s Krommýónskou sviní

Krommyónská svině (starořecky Ὑς Κρομμυων, také známá Phaea nebo Phaia, řecky Φαια) je prase popisované v řecké mytologii.

## Mytologie
Krommyónská svině je divoké prase, které pustošilo oblast kolem vesnice Krommyon mezi Magarou a Korintem a nakonec bylo zabito Theseem při jeho dobrodružství. Dle knih Bibliotheca (Pseudo-Apollodorus) se povídá, že je dcerou Echidny[rozpor] a Týfóna a byla pojmenovaná po staré ženě, která ji vychovávala. Podle Strabóna je svině matkou Kalydonského kance. Gaius Iulius Hyginus řekl, že svině, kterou Theseus zabil v Krommyónu, byl divoký kanec. Mezi její sourozence patří Kerberos, Orthos, Hydra, Chiméra, Nemejský lev a Sfinx.